# Anthony Weiner

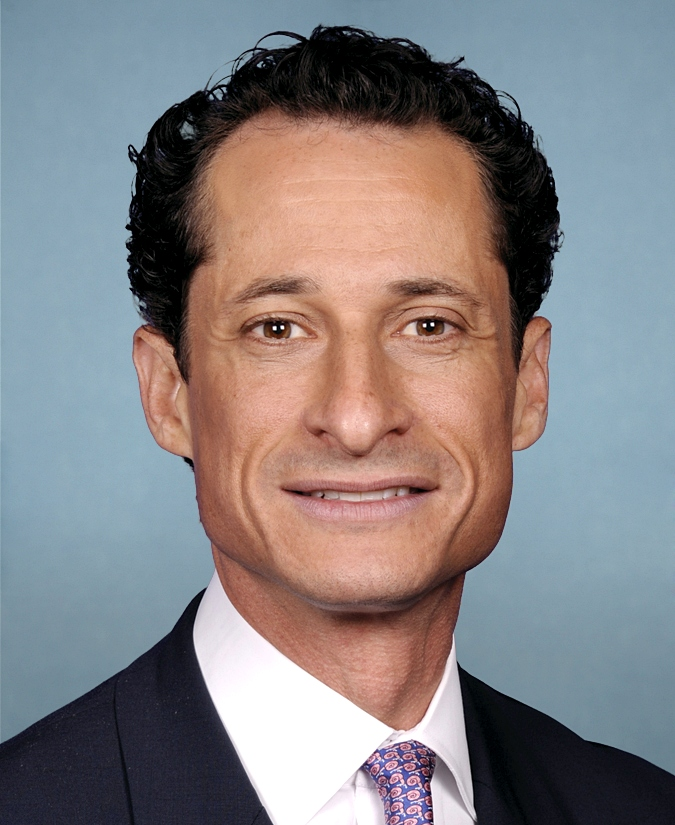
Anthony Weiner (2011)

Anthony David Weiner [ˈwiːnər] (* 4. September 1964 in New York City) ist ein US-amerikanischer Politiker der Demokratischen Partei. Er vertrat von 1999 bis zu seinem Rücktritt 2011 wegen Sexting den 9. Kongresswahlbezirk des Bundesstaats New York, der Teile der New Yorker Stadtbezirke Brooklyn und Queens umfasst, im Repräsentantenhaus der Vereinigten Staaten. Im Sommer 2013 kehrte er in die Politik zurück, scheiterte aber nach weiteren Sexting-Enthüllungen bei seinem Versuch, von den Demokraten als Bürgermeisterkandidat für New York City aufgestellt zu werden. Am 25. September 2017 wurde er wegen Sexting mit einer Minderjährigen von einem Bundesgericht zu 21 Monaten Freiheitsstrafe und drei Jahren Führungsaufsicht verurteilt. Gefängnisstrafen von US-Bundesgerichten sind grundsätzlich unbedingt.

## Herkunft, Ausbildung und Privatleben
Anthony Weiner wuchs in Brooklyn in einer jüdischen Familie als Sohn eines Rechtsanwaltes und einer Mathematiklehrerin auf und besuchte dort bis 1981 die Brooklyn Technical High School. Danach absolvierte er einen Bachelorstudiengang an der State University of New York in Plattsburgh.
Weiner und Jon Stewart, der spätere Moderator der Daily Show, sind alte Bekannte, seit die beiden 1987 im selben Ferienhaus wohnten.
Weiner lebt in Forest Hills, Queens, und war von 2010 bis 2016 mit Huma Abedin, der Beraterin Hillary Clintons, verheiratet. Im Dezember 2011 kam ihr gemeinsamer Sohn zur Welt.

## Aufstieg zum Kongressabgeordneten
Von 1985 bis 1991 arbeitete Weiner als Mitarbeiter des damaligen Abgeordneten des Repräsentantenhauses, Chuck Schumer. 1991 wurde er im Alter von 27 Jahren als bis dahin jüngstes Mitglied in den Stadtrat von New York City gewählt. Dort setzte er sich besonders für eine Verbesserung der Lebensqualität in einzelnen Stadtvierteln ein. So startete er ein Programm zur Entfernung von Graffiti durch sozial auffällige Jugendliche („Weiner’s Cleaners“); außerdem setzte er sich für verschiedene Stadtentwicklungs- und Wohnungsprojekte ein.
Als Schumer 1998 in den Senat der Vereinigten Staaten gewählt wurde, bewarb sich Weiner um seine Nachfolge für den freigewordenen Sitz im Repräsentantenhaus. In dem demokratisch geprägten Bezirk gelang ihm der Mandatsgewinn auf Anhieb. In der Folge wurde er vier Mal ohne nennenswerte Gegenkandidaten wiedergewählt.
Weiner galt als intensiv arbeitender Politiker, der hohe Ansprüche an seine Mitarbeiter stellte. Dementsprechend war die Mitarbeiterfluktuation in seinem Stab eine der höchsten des gesamten US-Kongresses. Er war Mitglied in den Kongressausschüssen für Energie und Handel sowie Justizwesen.
Im Jahr 2005 bewarb er sich um die demokratische Nominierung für die Wahl zum Bürgermeister von New York City, verlor aber die Vorwahl gegen Fernando Ferrer, der später dem Amtsinhaber Michael Bloomberg unterlag. 2009 verzichtete er auf eine erneute Kandidatur.

## Skandal und Rücktritt 2011
Anfang Juni 2011 wurde bekannt, dass Weiner über seinen Twitter-Account Links zu freizügigen Bildern von sich an mehrere Frauen verschickt hatte, darunter am 27. Mai 2011 versehentlich einen Link zu einem Bild an seine 56.000 Follower. Am 6. Juni 2011 gab er in einer Pressekonferenz bekannt, seit Jahren Internetsex mit verschiedenen Frauen gehabt zu haben. Obwohl es sich hierbei um keine strafbaren Vorgänge handelte, zog Weiner durch vorherige, tagelange Leugnung dieser und weiterer Sachverhalte in den USA großes mediales Interesse auf sich. Nancy Pelosi, zu diesem Zeitpunkt Sprecherin der demokratischen Minderheit im Repräsentantenhaus, kündigte an, dass es dazu eine Untersuchung des United States House Committee on Ethics geben werde, ob Weiner während dieser Handlungen Amtsmittel verwendet habe oder ob andere Regeln seines Amtes verletzt wurden. US-Präsident Barack Obama erklärte am 14. Juni 2011 in einem Interview, er würde an Weiners Stelle zurücktreten. Am 16. Juni 2011 trat Weiner zurück.

## Gescheiterte Rückkehr in die Politik 2013
Anthony Weiner kehrte im Mai 2013 in die Öffentlichkeit zurück. Er bewarb sich in einem großen Feld von Bewerbern innerhalb der Demokratischen Partei um die Nachfolge von Michael Bloomberg als Bürgermeister von New York City. In den Umfragen bis Juli lag er – für viele Beobachter überraschend – mit der als Favoritin geltenden Christine Quinn etwa gleichauf an der Spitze des Bewerberfeldes, was manche Kommentatoren als Anzeichen deuteten, dass die amerikanische Öffentlichkeit einen entspannteren Umgang mit Politikern findet, die über ihr Intimleben in Kritik geraten sind. Im Lauf des Wahlkampfes musste Weiner jedoch weitere Affären gestehen, die sich erst nach Bekanntwerden des ersten Skandals zutrugen, was zu sinkenden Umfragewerten, dem Rücktritt seines Wahlkampfmanagers und dem Entzug der Unterstützung durch das Partei-Establishment führte. Bei der Vorwahl der Demokraten am 10. September 2013 erhielt Weiner mit etwa fünf Prozent der Stimmen die geringste Zustimmung aller fünf Bewerber.
Anfang 2015 wurde wieder vermehrt über Weiner berichtet, da er sich häufiger in politischen Fragen öffentlich zu Wort meldete, auch wenn die meisten Beobachter davon ausgehen, dass seine politische Karriere vorbei war. Weiner betreibt eine Politikberatungsfirma und unterstützt verschiedene Mandatsinhaber in Wahlkämpfen. Für den Fall, dass Donald Trump Jr. seine Überlegung umsetzen sollte, als Bürgermeister New York Citys zu kandidieren, erklärte Weiner im Juli 2016, möglicherweise gegen ihn anzutreten.

## E-Mail-Affäre Hillary Clinton
Im Endspurt des Präsidentschaftswahlkampfs im Herbst 2016 geriet ein Laptop Weiners in die Hände des FBI. Weil dieser auch von seiner Frau benutzt wurde und sich dort auch E-Mails mit Bezug zu Clinton befanden, kündigte FBI-Chef James Comey überraschend an, die Untersuchung in der E-Mail-Affäre wiederzubeleben, indem die fraglichen Mails ausgewertet würden. Diese Ankündigung war ein schwerer Schlag für Präsidentschaftsbewerberin Clinton und wirkte sich positiv auf die Wahlkampagne ihres republikanischen Gegenkandidaten Donald Trump aus. Der in den Umfragen zu diesem Zeitpunkt deutlich zurückliegende Trump hatte schon zuvor versucht, Clinton über die Verbindung zu Weiner zu diskreditieren.

## Positionen

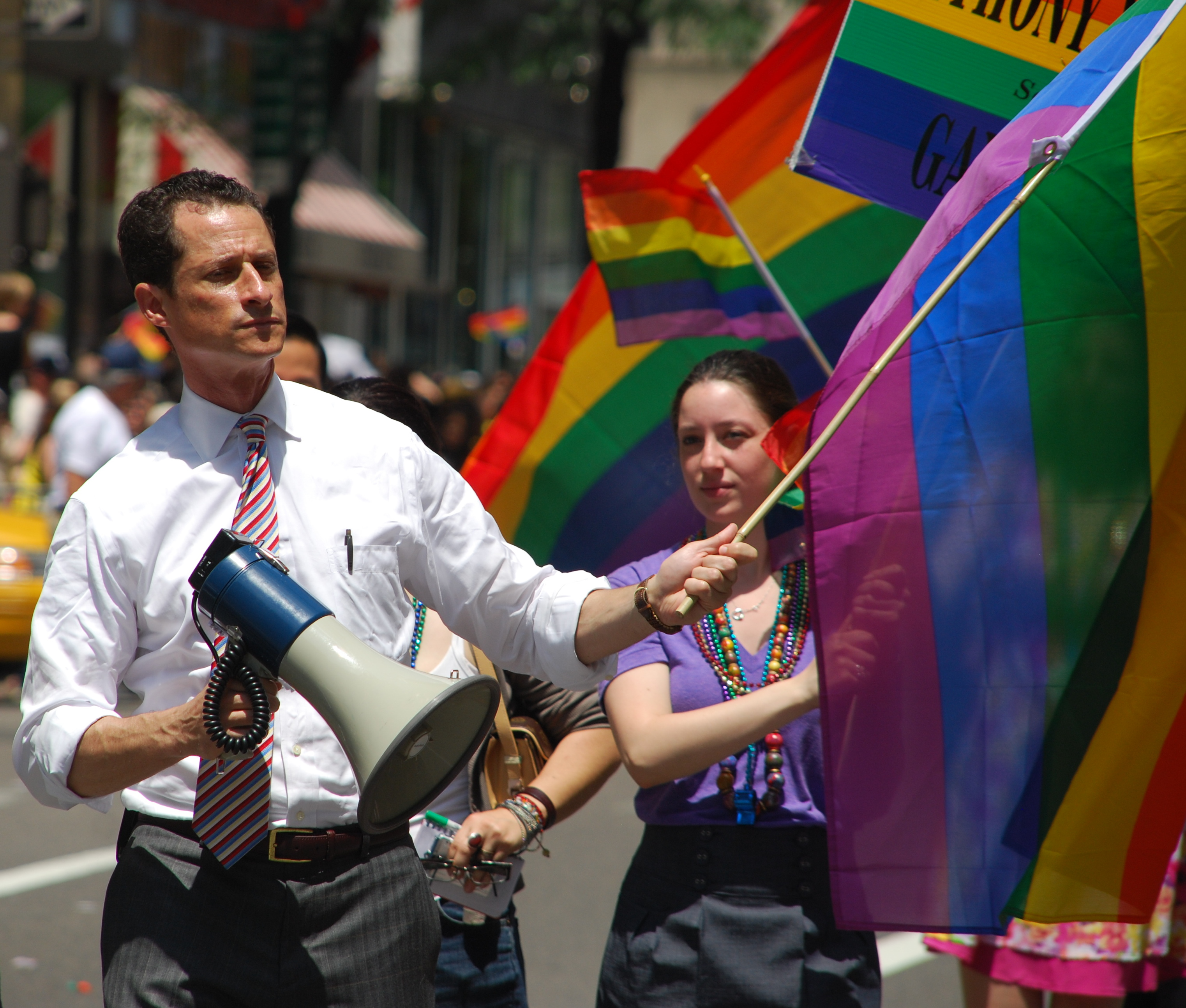
Anthony Weiner auf der LGBT Pride Parade in New York City (2009)

Weiner gilt als „Progressiver“ und hat vor allem linksliberale Positionen vertreten. So gilt er beim Thema Abtreibung als „Pro-Choice“. Von der National Rifle Association wurde er mit der Note F bewertet (entschiedener Befürworter von Waffenkontrolle bei Abstimmungen; die Skala reicht von A+ bis F).

### Nahostkonflikt
Weiner setzte sich 2006 dafür ein, der palästinensischen Delegation bei den Vereinten Nationen die Einreise in die USA zu verweigern, mit der Begründung, dass die PLO eine terroristische Organisation sei und damit keine Berechtigung habe, die Palästinenser zu vertreten. Gleichzeitig warf er Amnesty International, Human Rights Watch und der New York Times vor, einseitig Partei gegen Israel zu ergreifen.

### Gesundheitssystem
Während der Debatte um die Gesundheitsreform in den Vereinigten Staaten 2009/10 setzte er sich für den United States National Health Care Act ein, welcher die bestehende Krankenversicherung für Rentner Medicare auch für Bürger geöffnet hätte, die jünger als 65 Jahre sind. Damit wäre sie in Konkurrenz zu den privaten Krankenversicherungen getreten.

## Rezeption
Die Regisseure Josh Kriegman und Elyse Steinberg verarbeiteten Weiners gescheiterten Wahlkampf für das Bürgermeisteramt in New York City 2013 in der Dokumentation Weiner, die im Mai 2016 in die Kinos kam und schonungslos Weiners Eheleben, aber auch die auf Sensationen ausgerichtete Medienberichterstattung thematisierte.